# Michael Ghiselin
Michael T. Ghiselin (Salt Lake City, 13 de mayo de 1939-14 de junio de 2024)[cita requerida] fue un biólogo y filósofo e historiador de la biología estadounidense. Es miembro de la Academia de Ciencias de California. Ha estudiado profusamente a Charles Darwin y publicado sobre él. Sus investigaciones se han centrado en las unidades básicas de la biología (especies - taxones) y su influencia en el pensamiento evolucionista y en la teoría de la asignación de sexo (sex-allocation theory). 

## Datos académicos
En 1960 consigue su graduación (Bachelor of Arts) en la Universidad de Utah, Alcanzó el título de doctor (Ph.D) en la Universidad de Stanford en el año 1965 con trabajos de anatomía comparada. Estuvo de 'becario' (Fellow) postdoctoral en la Universidad de Harvard desde el año 1964 al 1965 y en el Marine Biological Laboratory de 1965 a 1967. Asimismo fue profesor asistentes de Zoología en la Universidad de California, Berkeley desde el año 1967 al 1974 y como profesor asociado desde el año 1974 al 1978. Fue ‘Guggenheim Fellow’ desde 1978 a 19 79; profesor investigador de biología en la Universidad de Utah desde 1980 a 1983; 'MacArthur Prize Fellow' de 1981 a 1986). Desde 1983 es 'Senior Research Fellow' en la Academia de Ciencias de California.

## Aportación de Ghiselin a la determinación y definición de taxones

### Posturas básicas
La determinación ontológica de los taxones es un asunto controvertido en la filosofía de la biología. Básicamente se puede hablar de dos posiciones, el nominalismo, que niega la existencia de los taxones en la naturaleza y el esencialismo, que afirma su existencia, aunque con diversidad de interpretaciones: la metafísica pre-evolucionista que identificaba los taxones con tipos ideales y eternos creados por la Divinidad; así en la taxonomía linneana los taxones son considerados clases de individuos y la morfología trascendental de los Naturphilosophen que concebía los taxones como tipos derivados de una serie limitada de planes estructurales.

### Posición de Ghiselin y Hull
Un buen número de los biólogos evolutivos ha tratado de encontrar criterios que permitan caracterizar a los taxones como entidades reales sin caer en el esencialismo fijista. Las aportaciones de Michael Ghiselin y David Hull, que parten de la definición de especie de Simpson, suponen la concepción de los taxones como individuos evolutivos: los taxones serían linajes que evolucionan separadamente de otros y que tienen una historia y unas tendencias evolutivas propias.